# Stand Ye Guamanians
 Stand Ye Guamanians  is het onofficiële volkslied van het Amerikaanse Guam in de Grote Oceaan. Omdat Guam bij de Verenigde Staten van Amerika hoort is het officiële volkslied The Star-Spangled Banner. Het lied is gemaakt door Ramon Manalisay Sablan.

## Chamorro tekst
Fanohge Chamorro put it tano'-ta
Kanta i matuna-na gi todu i lugat
Para i onra, para i gloria
Abiba i isla sinparat.
Para i onra, para i gloria
Abiba i isla sinparat.
Todu i tiempo i pas para hita
Yan ginen i langet na bendision
Kontra i piligru na'fansafo' ham
Yu'os prutehi i islan Guam
Kontra i piligru na'fansafo' ham
Yu'os prutehi i islan Guam
Onafhankelijke staten: Australië · Fiji · Kiribati · Marshalleilanden · Micronesia · Nauru · Nieuw-Zeeland · Palau · Papoea-Nieuw-Guinea · Salomonseilanden · Samoa · Tonga · Tuvalu · Vanuatu
Afhankelijke gebieden: Amerikaans-Samoa · Cookeilanden · Frans-Polynesië · Guam (onofficieel) · Nieuw-Caledonië · Niue · Noordelijke Marianen · Norfolk · Pitcairneilanden · Tokelau-eilanden · Wallis en Futuna